# لرزش (فیلم ۱۹۸۸)
لرزش (به انگلیسی: Shakedown) یک فیلم درام، اکشن و جنایی آمریکایی محصول سال ۱۹۸۸ به کارگردانی و نویسندگی جیمز گلیکنهاوس با بازی پیتر ولر و سم الیوت است. فیلمنامه مربوط به یک وکیل آرمانگرا است که با یک پلیس کهنه‌کار همکاری می‌کند تا حقیقت یک رسوایی پلیس فاسدی را کشف کند.
این فیلم عموماً نقدهای مثبتی از منتقدان دریافت کرد. بر اساس ۹ بررسی، با میانگین امتیاز ۶٫۶ از ۱۰، در راتن تومیتوز دارای ۶۷٪ تاییدیه است.